# هک
هَک (به انگلیسی: hack) یا رخنه کردن به معنی سود بردن از یک روش سریع و هوشمندانه برای حل یک مشکل در رایانه است. در علوم مربوط به رایانه معنی هک گاه مترادف کرک (به انگلیسی: Crack) که رمزگشایی است نیز در نظر گرفته می‌شود. در گفتگوهای امروزی هک به معنی نفوذ به یک سیستم رایانه‌ای است؛ و کرک نیز به معنی رمزگشایی است، و کرَکر (به انگلیسی: Cracker) به فرد گشاینده رمز می‌گویند.
گستردگی واژهٔ هک منحصر به رایانه نمی‌باشد و توسط افراد با تخصص‌های گوناگون در زمینه‌هایی از قبیل موسیقی، نقاشی و… نیز به کار می‌رود که به معنی دگرگونی‌های هوشمندانه و خلاقانه فرد در آن زمینه می‌باشد. هک در واقع افزایش سطح دسترسی به یک مجموعه از راه غیرمعمول یا غیرقانونی است.
معمولاً هدف هکرها خرابکاری هست.

## تاریخچه
در اصطلاح روزمره، رخنه کردن به معنی نفوذ به یک سیستم رایانه‌ای می‌باشد و کسی است که با داشتن دانش کافی در زمینه‌هایی مانند برنامه‌نویسی و نرم‌افزار می‌تواند بدون داشتن ملزومات لازم به یک سیستم نفوذ کند و از منابع آن برای خود بهره‌برداری نماید.

## در ایران
وبگاه‌های اینترنتی دولتی در ایران تاکنون چندین بار مورد حمله رخنه‌گرها قرار گرفته‌است در ۲۹ شهریور ۱۳۸۶ وبگاه رسمی صدا و سیمای جمهوری اسلامی ایران مورد حمله رخنه‌گران قرار گرفت و به مدت نیم ساعت پیامی علیه محمود احمدی‌نژاد رئیس‌جمهور وقت ایران جایگزین متن اصلی این وبگاه شد. وبگاه وزارت ارتباطات و فناوری اطلاعات ایران و وبگاه شبکه چهار سیمای جمهوری اسلامی ایران نیز در فروردین ۱۳۸۶ مورد حمله رخنه‌گران قرار گرفت در مردادماه سال ۱۳۸۵ نیز وب‌نوشت شخصی محمود احمدی‌نژاد مورد حمله رخنه‌گرها واقع شد.

## در سینما

### آقای ربات

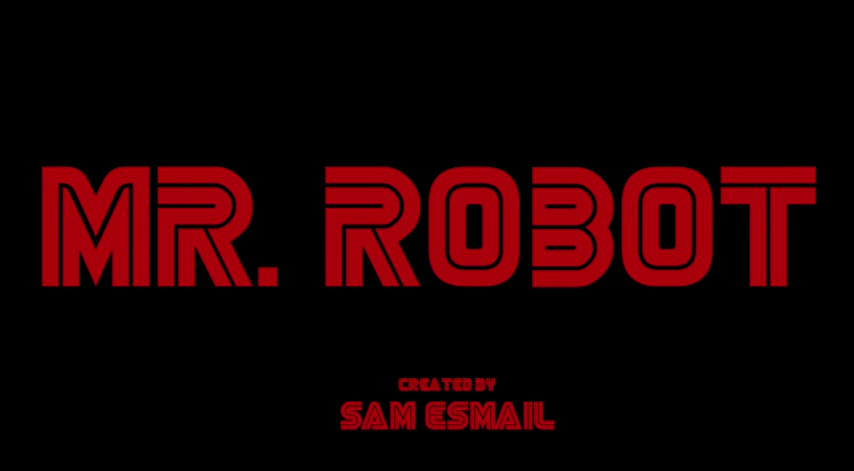
لوگوتایپ سریال آقای ربات

سریال آقای ربات مجموعه‌ای تلویزیونی است که به این موضوع می‌پردازد. این سریال دربارهٔ دنیای هک و گروه‌های هکتیویسمی است که با تهیه کنندگی و کارگردانی سَم اِسماعیل در سال ۲۰۱۵ و در نیویورک و با ژانر درام و تریلر روانشناختی ساخته شد. نقش اصلی این سریال جوانی به نام «الیوت آلدرسون» (با بازیگری رامی مالک) است که در شرکت امنیت سایبری آل سیف مشغول به کار است و در زندگی مخفی که دارد به نفوذ می‌پردازد. او در اتفاقی برنامه‌ریزی شده وارد گروهی هکتیویسمی به نام «جامعه اف (F)» شده و با فردی ناشناس به نام آقای ربات آشنا می‌شود.